# Lago Cardiel
Il lago Cardiel è un lago dell'Argentina in Patagonia nella provincia di Santa Cruz di tipo glaciale. Il lago, situato nel sud dell'Argentina, è un punto di riferimento nella provincia per la pesca e il turismo.